# Likud
A Likud (héberül: הַלִּיכּוּדa) a legnagyobb jobbközép politikai párt Izraelben. A pártot 1973-ban alapította Menáhém Begín, szövetségben a többi jobboldali és liberális párttal. A Likud elsöprő győzelme az 1977-es választásokon komoly fordulópontot jelentett az ország politikai történetében, ekkor vesztette el a baloldal az erejét. Ezen kívül ez volt az első alkalom Izraelben, hogy egy jobboldali párt nyert több szavazatot. Azonban 1980-ban a párt elvesztette a választást. 1992-ben indították Benjámín Netanjáhút, de nem nyert a választásokon. A Netanjáhú-kormány szétesett, és nem kaptak bizalmat a választók soraiból. 2009-ben tizenöt helyet kaptak a Kneszetben. A Likud mai elnöke Benjámín Netanjáhú.

## Ideológia

### Gazdaság
A párt a szabadpiacot és a liberális gazdaságpolitikát támogatja. Netanjáhú vezetése alatt a párt a fiskális konzervativizmus irányába mozdult el gazdasági kérdésekben. Számos állami vállalatot, mint az El Al légitársaság vagy a Bank Leumit privatizált a párt kormányzása alatt.

### Palesztina
A párt ellenzi Palesztina létezését és támogatja az izraeli telepesek jelenlétét Ciszjordánia és a Gázai övezet területén.

### Kultúra
A párt a zsidó kultúra újjászületésével kampányol, a revizionista cionizmus elvét követi. Gyakran foglalkozik Izrael számára olyan fontos kérdésekkel, mint az izraeli zászló illetve az 1948-as arab-izraeli háborúban aratott győzelmük.

### Szavazók
Likud szavazói hagyományosan a vállalkozók, a kisvárosi és elővárosi alacsony keresetű rétegek közül kerülnek ki.